# Väätänen
Väätänen är en sjö i kommunen Multia i landskapet Mellersta Finland i Finland. Arean är 39 hektar och strandlinjen är 3,49 kilometer lång. Sjön  ingår i Kumo älvs huvudavrinningsområde.   Den ligger omkring 71 kilometer nordväst om Jyväskylä och omkring 270 kilometer norr om Helsingfors. 